# Knoppix
Knoppix is een Linuxdistributie ontworpen door Klaus Knopper. De distributie past op een cd en bijgevolg ook op een dvd. Knoppix is gebaseerd op Debian en maakt standaard gebruik van LXDE als desktopomgeving. In de live-dvd zijn ook GNOME en KDE opgenomen.

## Live-cd, software en aanpasbaarheid
Knoppix wordt meestal gebruikt in de vorm van een live-cd, waarbij het niet nodig is om het besturingssysteem te installeren. Knoppix is eenvoudig aan te passen middels remasteren.
Door de aanwezigheid van een groot aantal tools, zoals K3b om cd's te branden en Qtparted om te partitioneren en de mogelijkheid om op de harde schijf aanwezige gegevens te lezen, is de cd ook geschikt als rescue-cd (cd om gegevens veilig te stellen). De Knoppix-cd bevat software die in gecomprimeerde vorm op de cd is opgeslagen, zoals: LXDE, X Window System, LibreOffice, GIMP en XMMS.

## Geschiedenis
Knoppix was oorspronkelijk een project ontworpen voor LinuxTag. Er worden ook elk jaar gratis Knoppix-cd's verdeeld op LinuxTag. In 2002 werd daar ook de eerste Knoppix-dvd uitgedeeld, welke nog meer software bevatte dan de cd. Met ingang van april 2008, vanaf versie 4 tot en met 5.1.1, is Knoppix gesplitst in een "maxi"-dvd-uitgave (met meer dan 9 GB aan software), en een "light"-cd-versie.
De eerste versies van Knoppix bevatten zowel de KDE- als de GNOME-desktopomgeving. Omdat die allebei veel ruimte innamen, staat GNOME niet meer op de Knoppix-cd. Daarom wordt er door anderen een 'Gnoppix'-cd uitgebracht, die vergelijkbaar is met Knoppix, maar dan met GNOME als desktopomgeving. Gnoppix was eerst gebaseerd op Knoppix, maar sinds versie 0.8.2 is het gebaseerd op Ubuntu. Al deze distributies zijn op hun beurt gebaseerd op Debian.

## Afgeleide distributies
Knoppix zelf is gebaseerd op Debian. Van Knoppix zijn verschillende andere distributies afgeleid als live-cd, een aantal is alleen in een andere taal, maar andere zijn speciaal voor bepaalde taken, zoals:
- bioknoppix
- eduKnoppix
- GIS-Knoppix
- Knoppix for Kids
- KnoppixQuake
- MiniKnoppix
- OpenGroupware.org Knoppix-cd
- Cluster Knoppix
- Kanotix
- Buildix
- Damn Small Linux
- Kaella (Frans)
- Feather Linux
- Kalango
- KnoppMyth
- Kurumin
- Morphix
- Musix
- Quantian

## Versiegeschiedenis

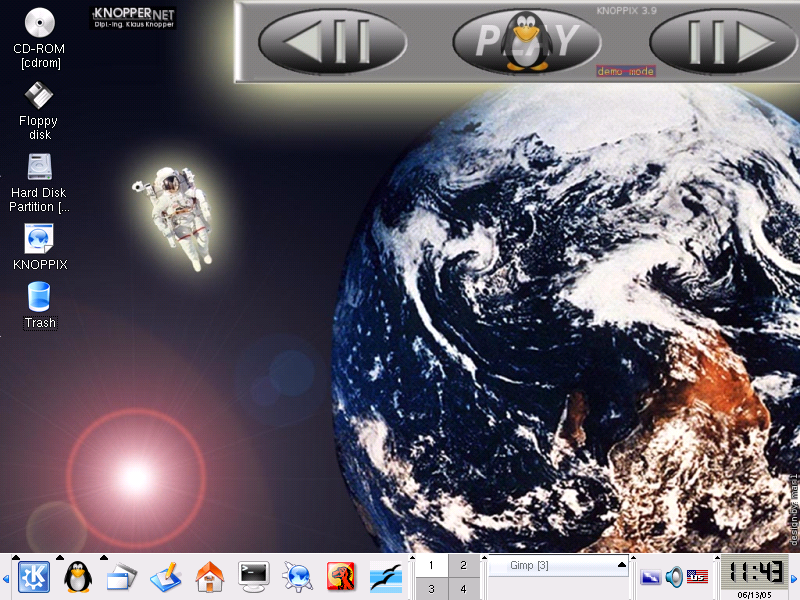
Schermafdruk desktop Knoppix 3.9

| Knoppixversie    | Verschijningsdatum |
| ---------------- | ------------------ |
| 2.1              | 14 maart 2002      |
| 2.2              | 27 juli 2002       |
| 3.1              | 10 september 2002  |
| 3.2              | 21 maart 2003      |
| 3.3              | 22 september 2003  |
| 3.4              | 4 mei 2004         |
| 3.6              | 16 augustus 2004   |
| 3.7              | 8 december 2004    |
| 3.8              | 10 maart 2005      |
| 3.9              | 27 mei 2005        |
| 4.0.0            | 22 juni 2005       |
| 4.0.1            | 16 augustus 2005   |
| 4.0.2            | 23 september 2005  |
| 5.0.1            | 2 juni 2006        |
| 5.1.1            | 4 januari 2007     |
| 5.2 CeBIT-versie | maart 2007         |
| 5.3 CeBIT-versie | 12 februari 2008   |
| 5.3.1            | 26 maart 2008      |
| 6.0.1            | 8 februari 2009    |
| 6.2              | 18 november 2009   |
| 6.7.1            | 19 september 2011  |
| 7.0.1            | 24 mei 2012        |
| 7.0.4            | 20 augustus 2012   |
| 7.0.5            | 21 december 2012   |
| 7.2              | 26 juni 2013       |
| 7.4.2            | september 2014     |
| 7.6              | november 2015      |
| 7.7.1            | 27 oktober 2016    |
| 8.1.0            | 27 augustus 2017   |
| 8.2.0            | 16 mei 2018        |
| 8.6.0            | 8 augustus 2019    |
| 9.0 (debug)      | 5 maart 2020       |
| 9.1              | 25 januari 2021    |